# Privates Litauisches Gymnasium

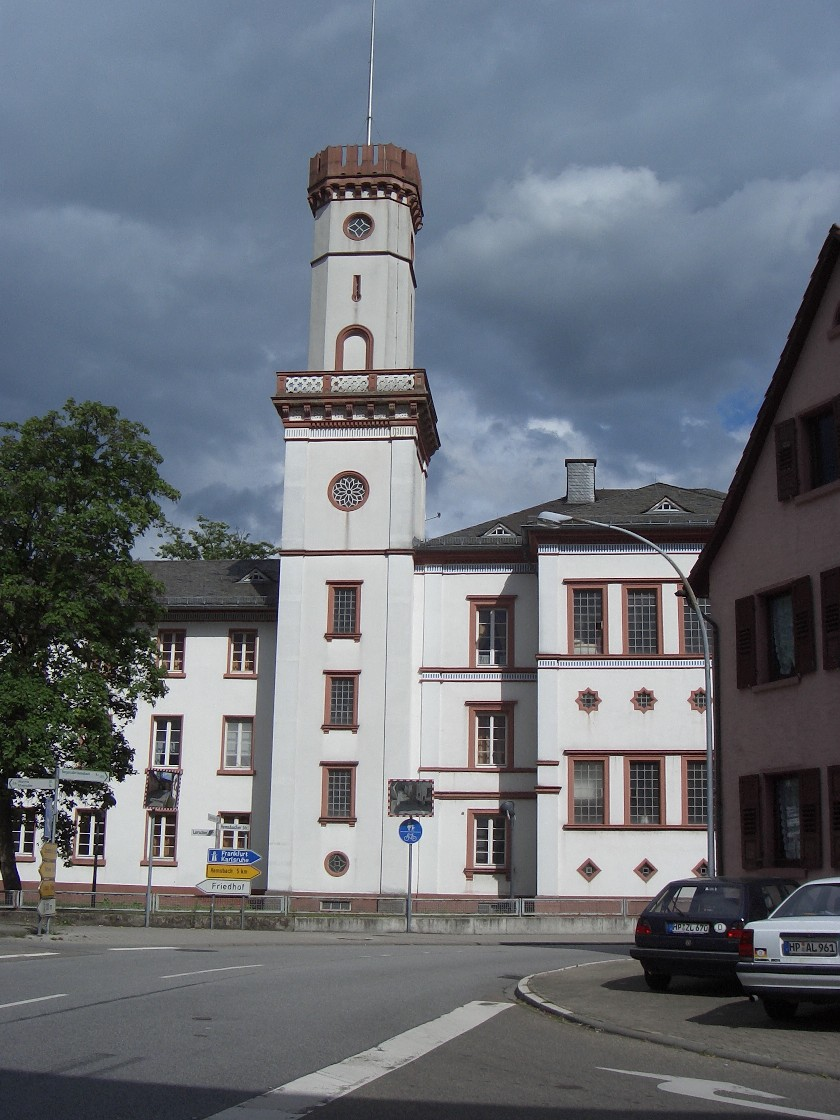
Schloss Rennhof

Das  Private Litauische Gymnasium im Lampertheimer Stadtteil Hüttenfeld ist die einzige anerkannte litauische Schule in Deutschland. Es wurde von der Litauischen Gemeinschaft in Deutschland gegründet, als Litauen von der Sowjetunion besetzt war.

## Geschichte
1950 gründeten litauische Flüchtlinge in Diepholz ein eigenes Gymnasium, das 1954 nach Hüttenfeld zog.
Die Litauische Volksgemeinschaft erwarb Schloss Rennhof für die Schule. Zuvor gab es von 1946 bis 1949 ein Litauisches Gymnasium für geflüchtete Litauer im ehemaligen Kloster Rebdorf im bayerischen Eichstätt, das insgesamt als Flüchtlingslager für Balten fungierte. Während des Kalten Krieges nahm das Gymnasium Schüler litauischer Herkunft aus aller Welt im angegliederten Internat auf. Die Schule wurde zu einem Zentrum der Exil-Litauer.
Nach der Unabhängigkeit Litauens 1990 verlor das Gymnasium an Bedeutung, konnte sich aber, anders als das lettische Gymnasium in Münster, behaupten, da es den Unterricht nun unter anderem auf Kinder von Spätaussiedlern ausrichtete. Schüler litauischer Abstammung aus Übersee, aus Litauen selbst und auch deutsche Schüler nutzen die Möglichkeit des bilingualen Unterrichts. Unterrichtet wird in litauischer und deutscher Sprache.
Im Sommer 2015 ist das Litauische Gymnasium eine informelle Kooperation mit der Hochschule für Musik und Darstellende Kunst Mannheim – Akademie des Tanzes – über die Aufnahme von Ballettschülern der Akademie in das Internat des Litauischen Gymnasiums eingegangen. Die Ballettschüler können auch Schüler des Gymnasiums werden. Zum Schuljahr 2015/2016 wurden in diesem Zusammenhang die ersten drei Ballettschülerinnen – alle drei kamen aus Südkorea – am Litauischen Gymnasium aufgenommen.
Schulträger und höchstes Rechtsgremium der Schule ist das (derzeit elfköpfige) Kuratorium des Litauischen Gymnasiums e. V. Laut dessen Satzung setzt sich das Kuratorium aus den Delegierten verschiedener Institutionen zusammen. Das Kuratorium besteht aus Vertretern des Zentralrates und des Vorstandes der Litauischen Gemeinschaft in Deutschland, den kirchlich Bevollmächtigten für die Seelsorge der römisch-katholischen Litauer in Deutschland, der Litauischen Evangelisch-Lutherischen Kirche in Deutschland sowie Vertreter des Ministeriums für Bildung und Wissenschaft der Republik Litauen. Gemäß der Satzung ist der Schulleiter kraft seines Amtes ebenfalls Mitglied im Kuratorium. Die direkte Leitung hat ein vertretungsberechtigter dreiköpfiger Vorstand.

## Ehemalige Schüler
- Lena Valaitis (* 1943), Sängerin, 1981 Teilnehmerin für Deutschland am Grand Prix Eurovision de la Chanson (Platz 2)
- Arthur Hermann (* 1944), deutsch-litauischer Autor, Herausgeber und Historiker.
- Victor „Vee“ Diawara (* 1978), Sänger und Gitarrist der litauischen Musikgruppe „Skamp“ sowie der Musikgruppe „LT United“, 2001 Teilnehmer mit „Skamp“ für Litauen am Eurovision Song Contest (Platz 13), 2006 Teilnehmer mit „LT United“ für Litauen am Eurovision Song Contest (Platz 6)
- Vilius Alesius (* 1978), Sänger der litauischen Musikgruppe „Skamp“, 2001 Teilnehmer für Litauen am Eurovision Song Contest (Platz 13)